# Тератургима

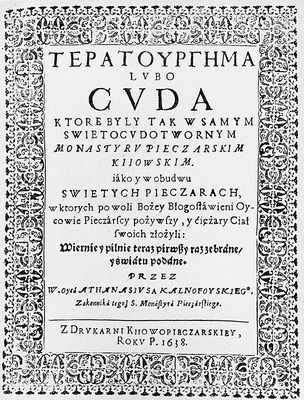
Титульная страница труда Афанасия Кальнофойского «Тератургима», 1638 год

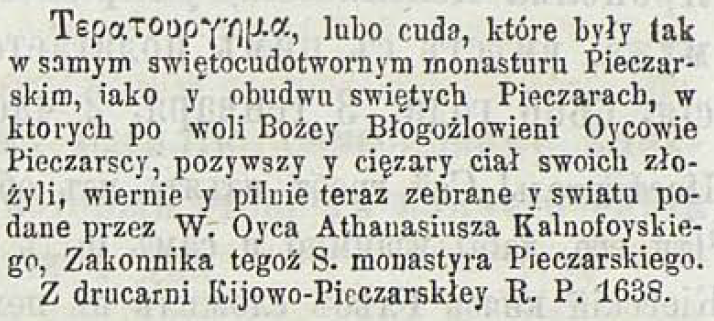
Заголовок книги Кальнофойского «Тератургима», 1638

Тератургима (от греч. Τερατούργημα) — памятник киевской религиозной литературной традиции XVII века, автором которого является церковный писатель и культурный деятель Афанасий Кальнофойский.
Книга, написана на польском языке и датированная 1638 годом, содержит описание Киево-Печерской лавры, мощей святых в Ближних и Дальних пещерах с соответствующим планом. Приведены уникальные надгробные надписи и эпитафии, относящиеся к выдающимся деятелям, похороненным в Лавре — князьям, гетманам, деятелям православной церкви, а также важные сведения по истории Киева и Украины.
Книга была написана с целью опровергнуть утверждения униатов и иезуитов о том, что в православной церкви больше не происходит чудес. Польский язык был выбран для эффективной полемики с представителями других конфессий, для которых он был родным или хорошо знакомым языком. 
Афанасий Кальнофойский использовал в качестве источников «Повесть временных лет», польские хроники, Киево-Печерский патерик, а также личные воспоминания и свидетельства очевидцев. Автор подчёркивал связь между Русью и Украиной своего времени.
Книга была издана в 1638 году в типографии Киево-Печерского монастыря и содержит описание 67 чудес, произошедших как в монастыре, так и в святых пещерах.
В 2013 году, спустя 375 лет после первого издания, трактат «Тератургима или Чудеса» был переиздан в Киеве.

## Издания
- Kalnofoysky Athanasius. ΤΕΡΑΤΟΥΡΓΗΜΑ lubo cuda… — Киев: Типография Киево-Печерской лавры, 1638. — 356 с.
- Афанасий Кальнофойский. Тератургима или чудеса. — К. : «Горлица», 2013. — 368 с.